# Гривяк
 Тази статия е за птицата.  За село Гривяк в област Кърджали вижте Гривяк (село).  
Гривякът (Columba palumbus) е един от едрите представители на семейство Гълъбови (Columbidae) (най-едрият в България).

## Физически характеристики
Дължината на тялото му е 41 – 43 cm, размахът на крилете около 75 cm, а теглото 300 – 650 g. Няма изразен полов диморфизъм, но мъжкият е малко по-едър и с метален блясък на гушата. Оперението му е синкаво-сиво с бяло петно от двете страни на шията, а гушата и гърдите са с червеникав оттенък. Краката са червени, човката със светъл цвят.

## Разпространение
Среща се в цяла Европа и по-голямата част от Азия. Силно разпространен е в България. Обитава гористите местности до 1800 m н.в.

## Начин на живот и хранене
Живее в различни типове сравнително редки гори, храната си търси по земята и дърветата. Растителнояден, храни се със зърна, семена от културни растения, плодове, млади филизи, бурени и др.
В България е прелетен и в страната се завръща рано напролет. Заселва се основно в широколистните гори. Изкачва се и високо в планините. В Рила е установен и на 2000 m н.в. Лесно се опитомява. Живее до 15 години.

## Размножаване
Моногамна птица е. Гнезди по дърветата. Гнездото е изградено от тънки клонки и сламки, плоско. Снася 2 бели яйца, които мътят и двамата родители в продължение на 17-18 дни. Малките се излюпват покрити с рядък пух, слепи и безпомощни, родителите им ги хранят със специална кашичка от гушата си, която се нарича „гълъбово мляко“. Малките напускат гнездото след около цял месец и родителите ги хранят известно време след това.

## Допълнителни сведения
Известни са два подвида:
- C. palumbus palumbus
- C. palumbus azorica